# Oficina Cerâmica Francisco Brennand
A Oficina Cerâmica Francisco Brennand é um museu de arte brasileiro localizado na cidade do Recife, capital de Pernambuco. Foi criada pelo artista plástico pernambucano que dá nome ao conjunto arquitetônico, Francisco Brennand.
Trata-se de um complexo monumental — museu e ateliê — com aproximadamente 2 mil obras, entre esculturas, murais, paineis, pinturas, desenhos e objetos cerâmicos. A principal temática da obra de Francisco Brennand é a origem da vida e a eternidade das coisas.
São 15 km² de área construída. O complexo conta com espaços como a Accademia (Pinacoteca), o Anfiteatro, o Salão de Esculturas, o Templo Central, o Templo do Sacrifício, o Estádio (espaço destinado à realização de eventos), auditório, capela Imaculada Conceição, projetada pelo arquiteto Paulo Mendes da Rocha, loja de souvenirs e objetos utilitários, Brennand Café, além de jardins projetados por Burle Marx.

## História
A Oficina Cerâmica Francisco Brennand surgiu no ano de 1971 nas ruínas da Cerâmica São João da Várzea, uma olaria datada do ano de 1917,  fundada pelo pai de Francisco Brennand, o industrial Ricardo Lacerda de Almeida Brennand. A antiga fábrica de tijolos e telhas herdada pelo artista, instalada nas terras do Engenho Santos Cosme e Damião, no bairro histórico da Várzea, é cercada por remanescentes da Mata Atlântica e pelas águas do Rio Capibaribe, principal curso d'água do Recife.
Lugar único no mundo, a Oficina Brennand constitui-se num conjunto arquitetônico monumental de grande originalidade, em constante processo de mutação, onde a obra se associa à arquitetura para dar forma a um universo abissal, dionisíaco, subterrâneo, obscuro, sexual e religioso.

## Acervo
O acervo do museu conta com mais de 2 mil peças, entre esculturas, murais, paineis e pinturas e desenhos. Possui diversas obras inspiradas na mitologia grega romana, história, fauna e flora, literatura dentre outros personagens.
Expostos numa mostra permanente disponível pra visitação e pesquisa.

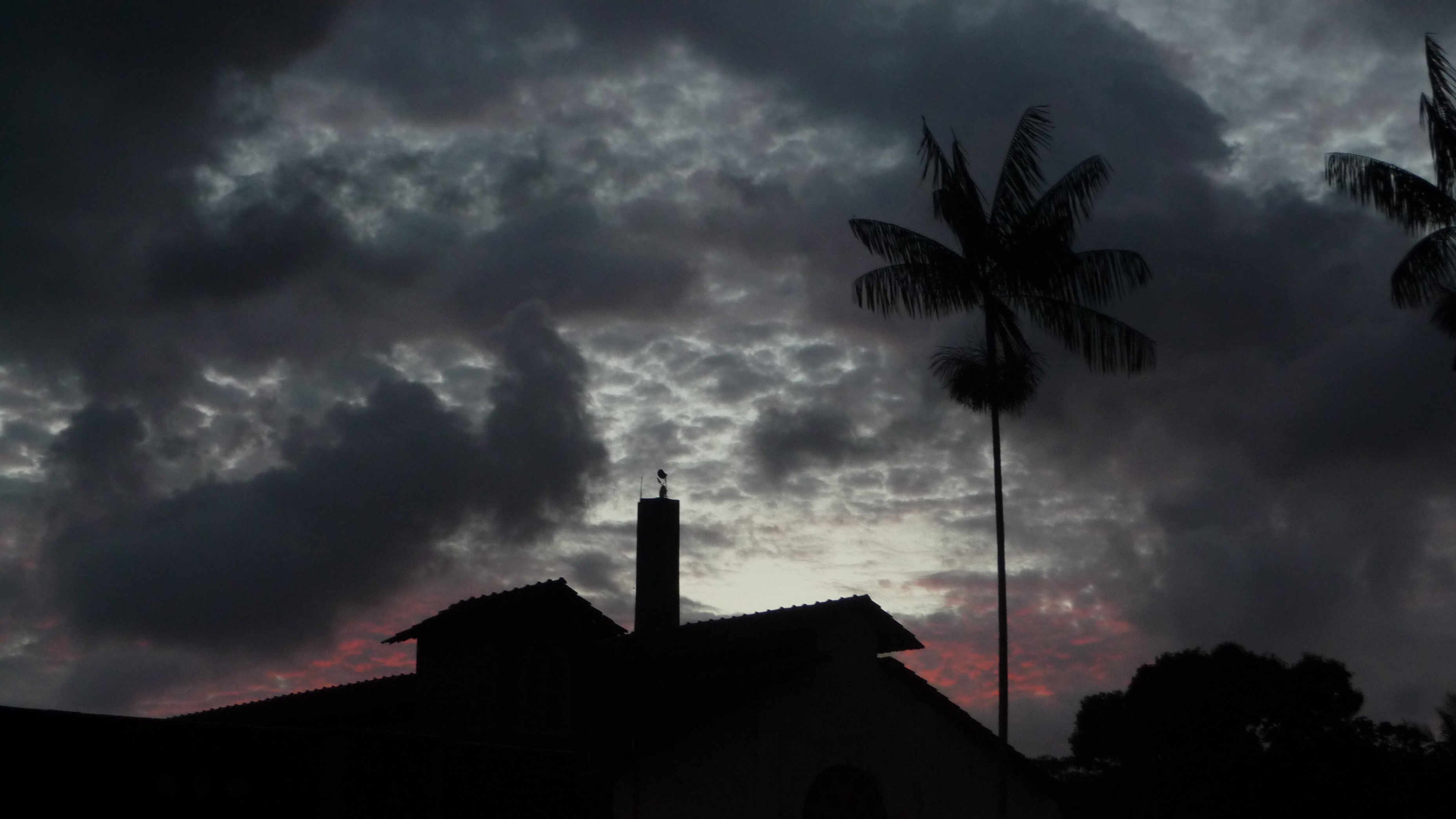
Entardecer Oficina Francisco Brennand
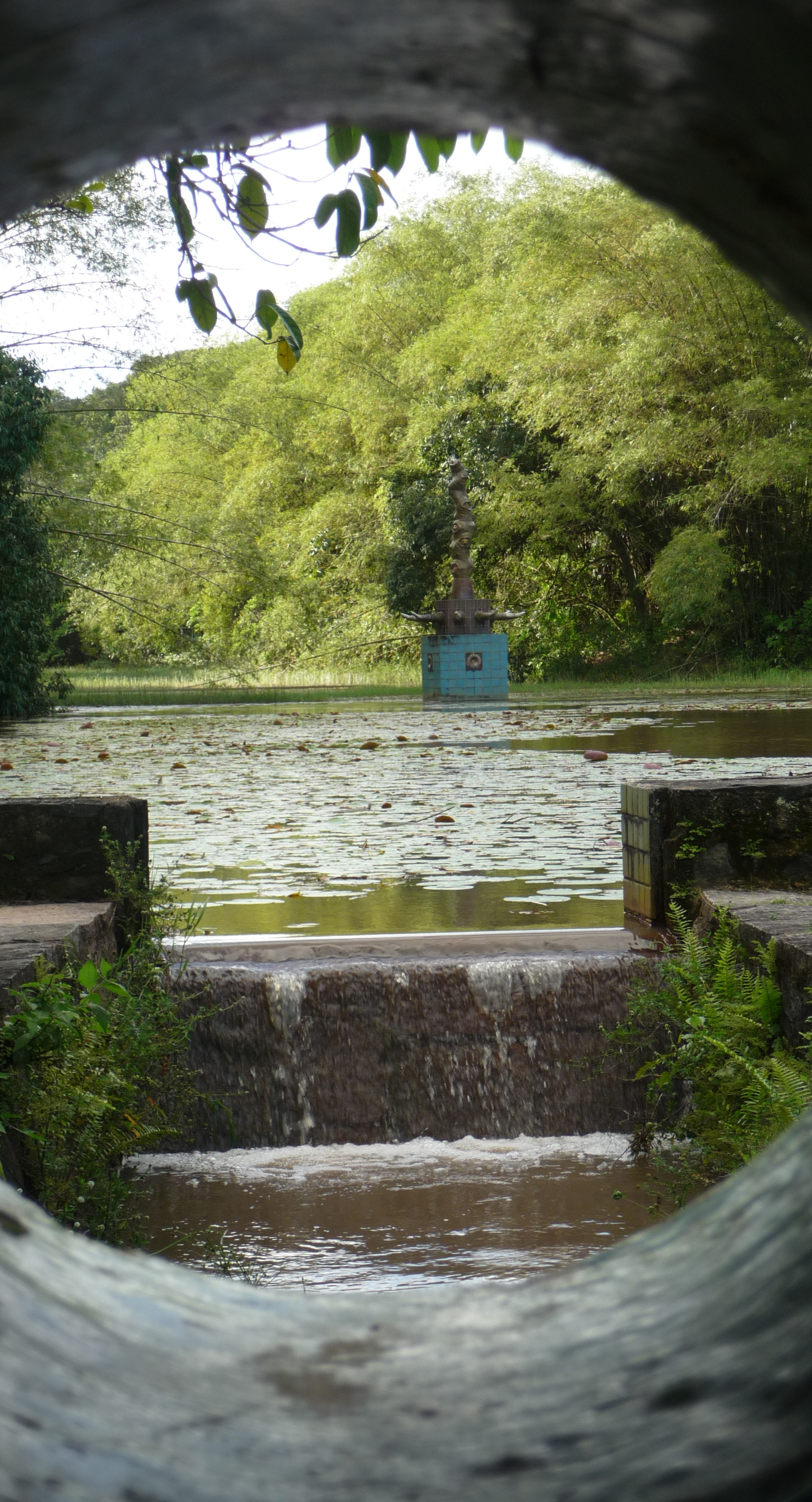
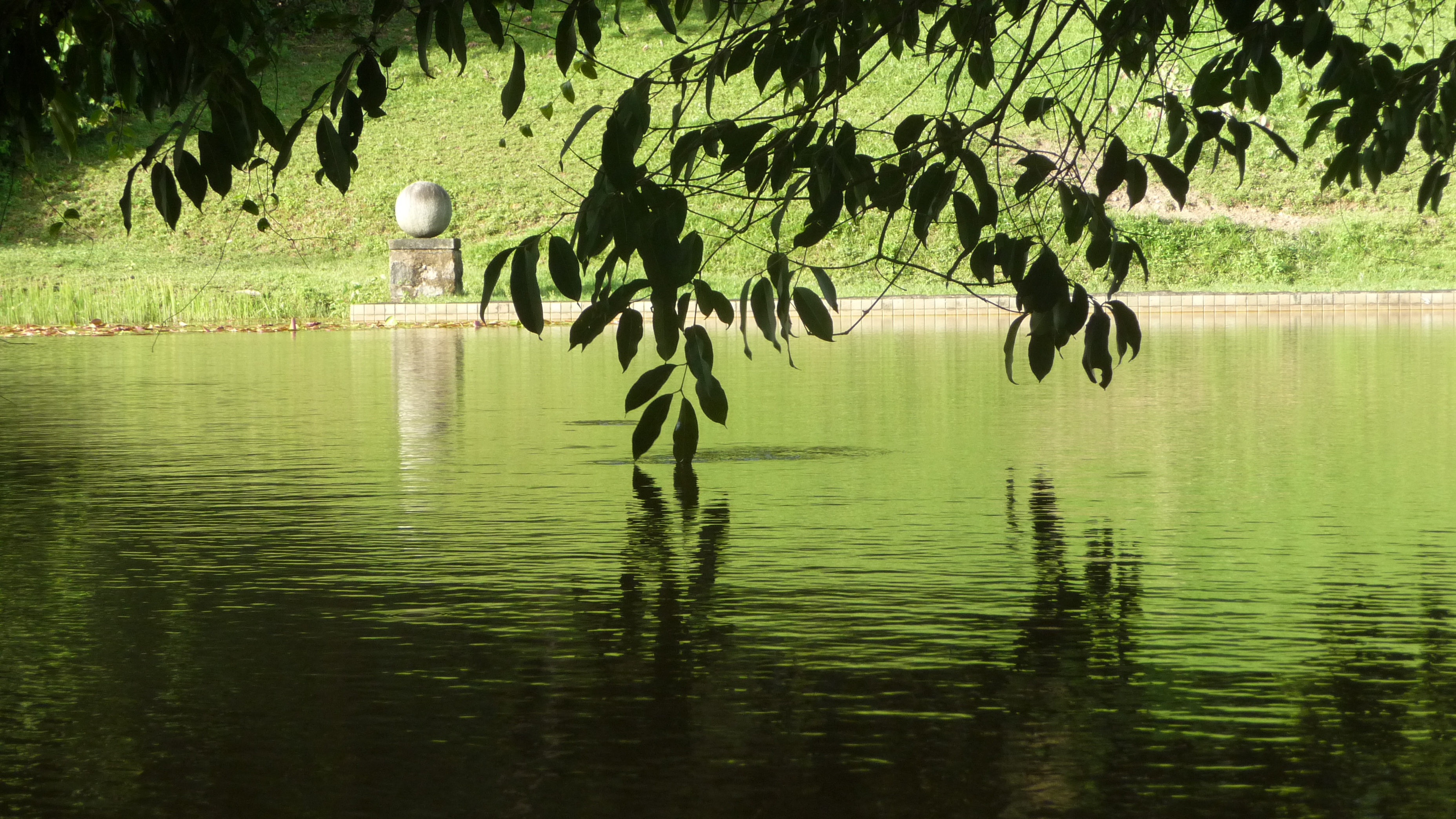
Lago das sombras - Oficina Brennand
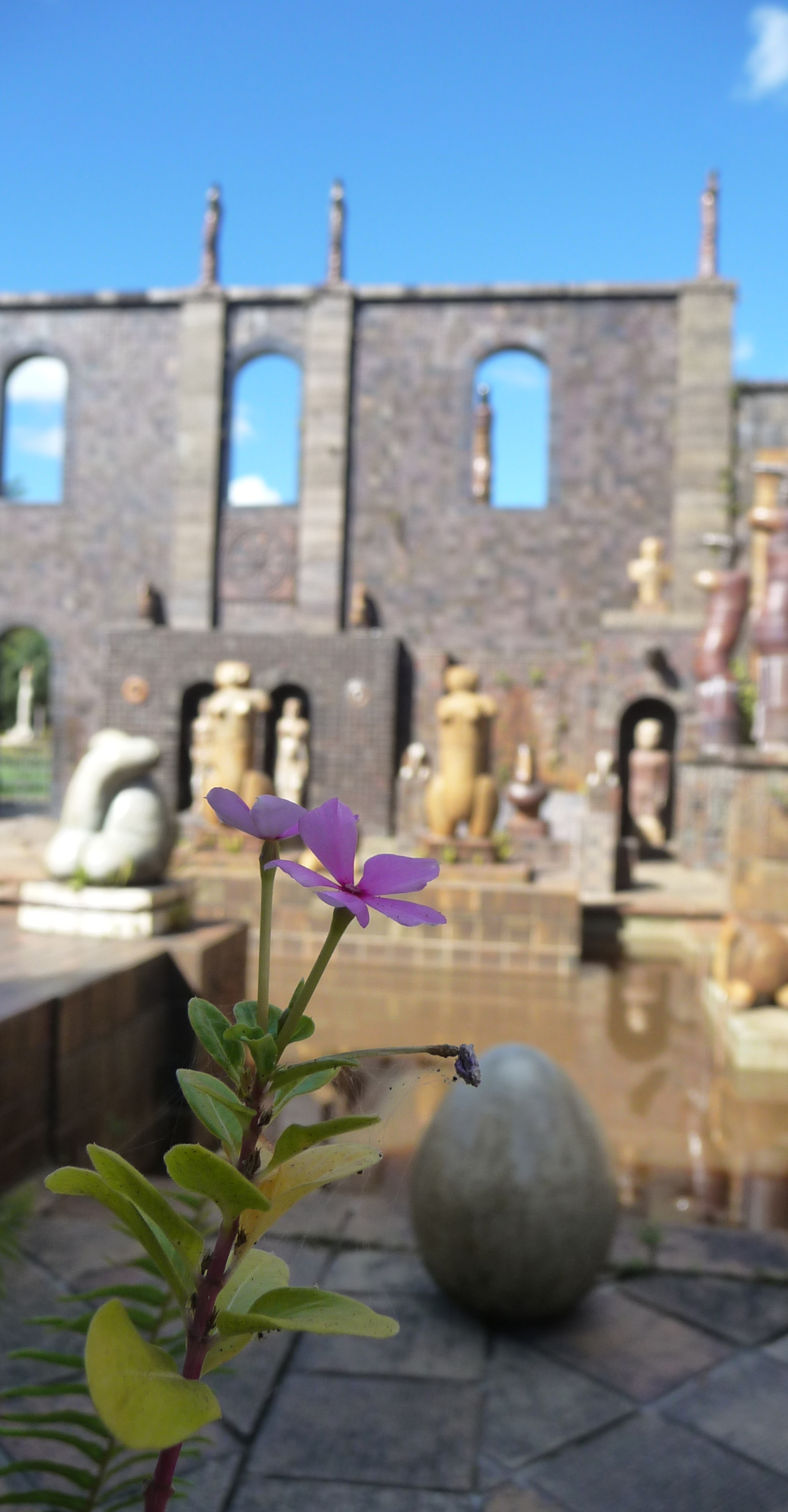
Pátio de Esculturas - detalhe da natureza>
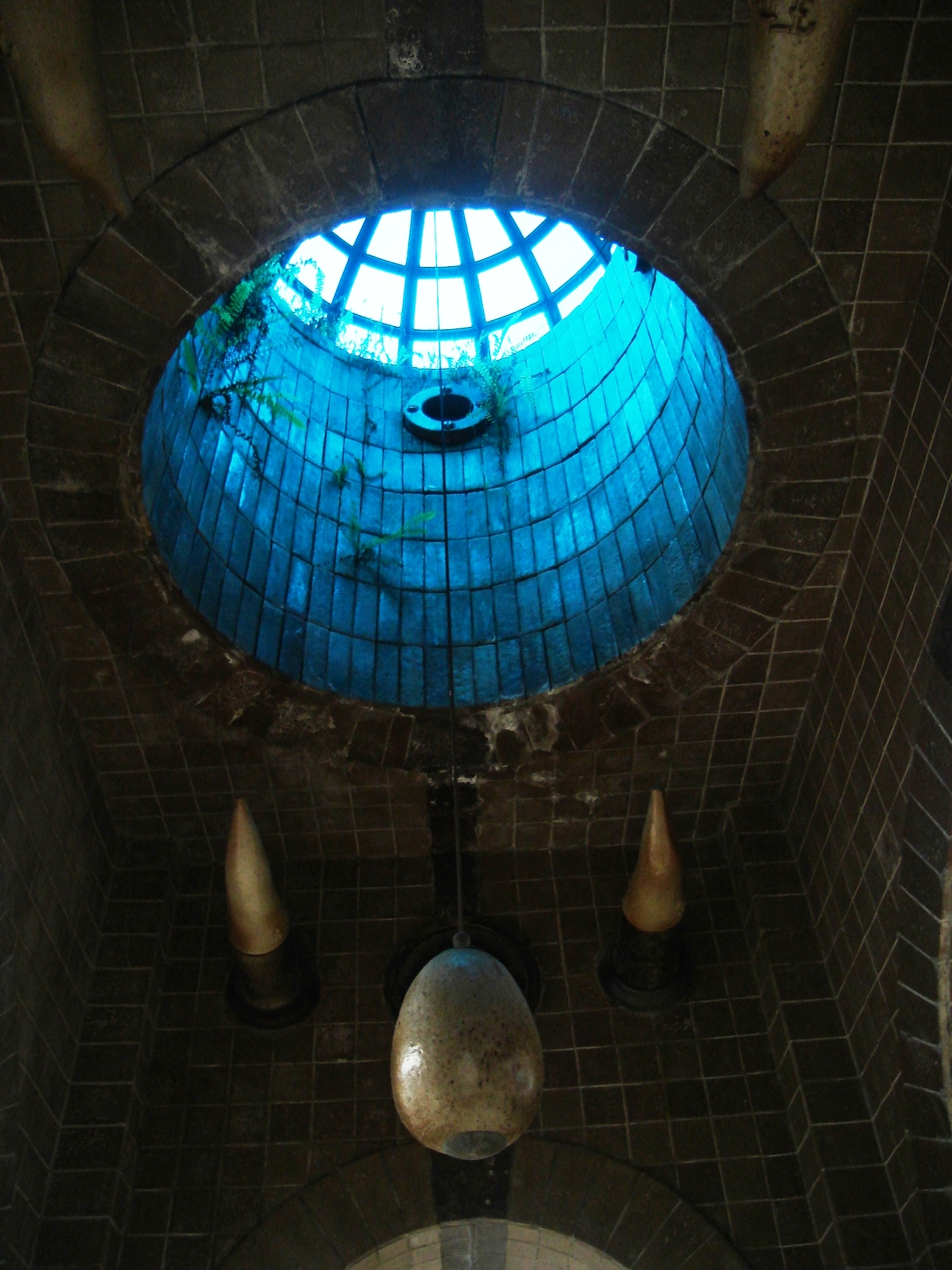
Ovo Primordial
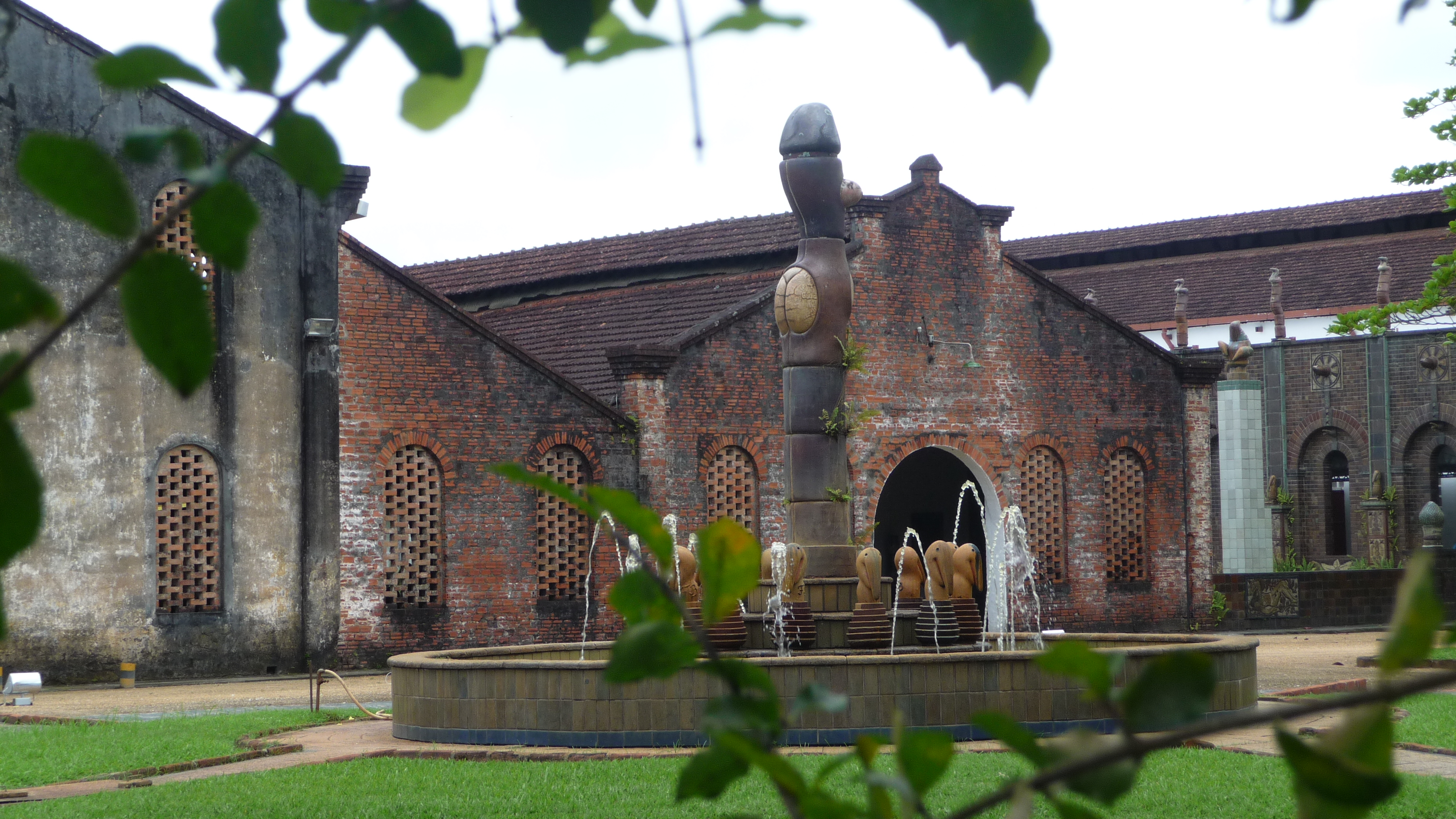
Fonte Vênus Sequestrada (fachada da Oficina)
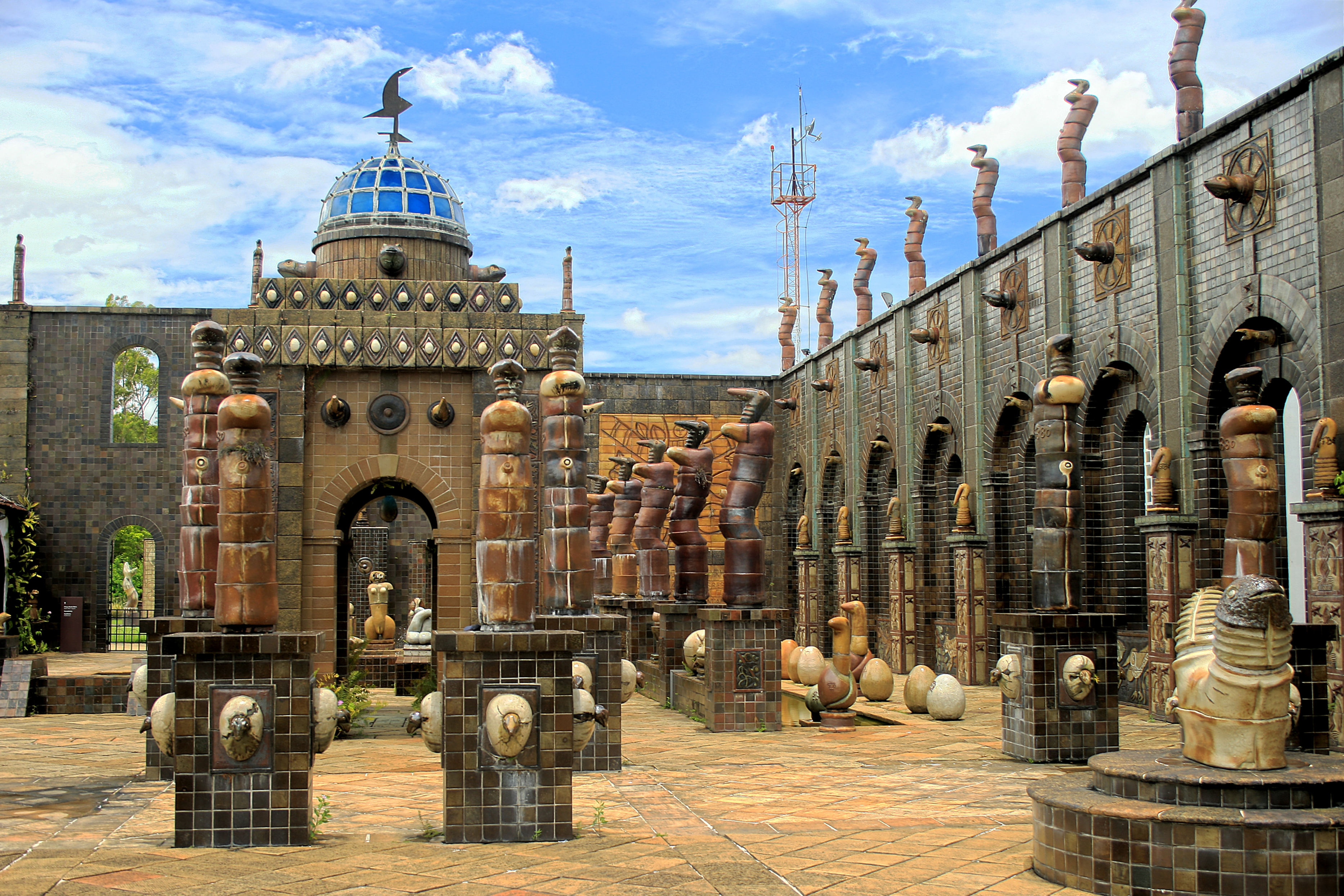
Templo Central
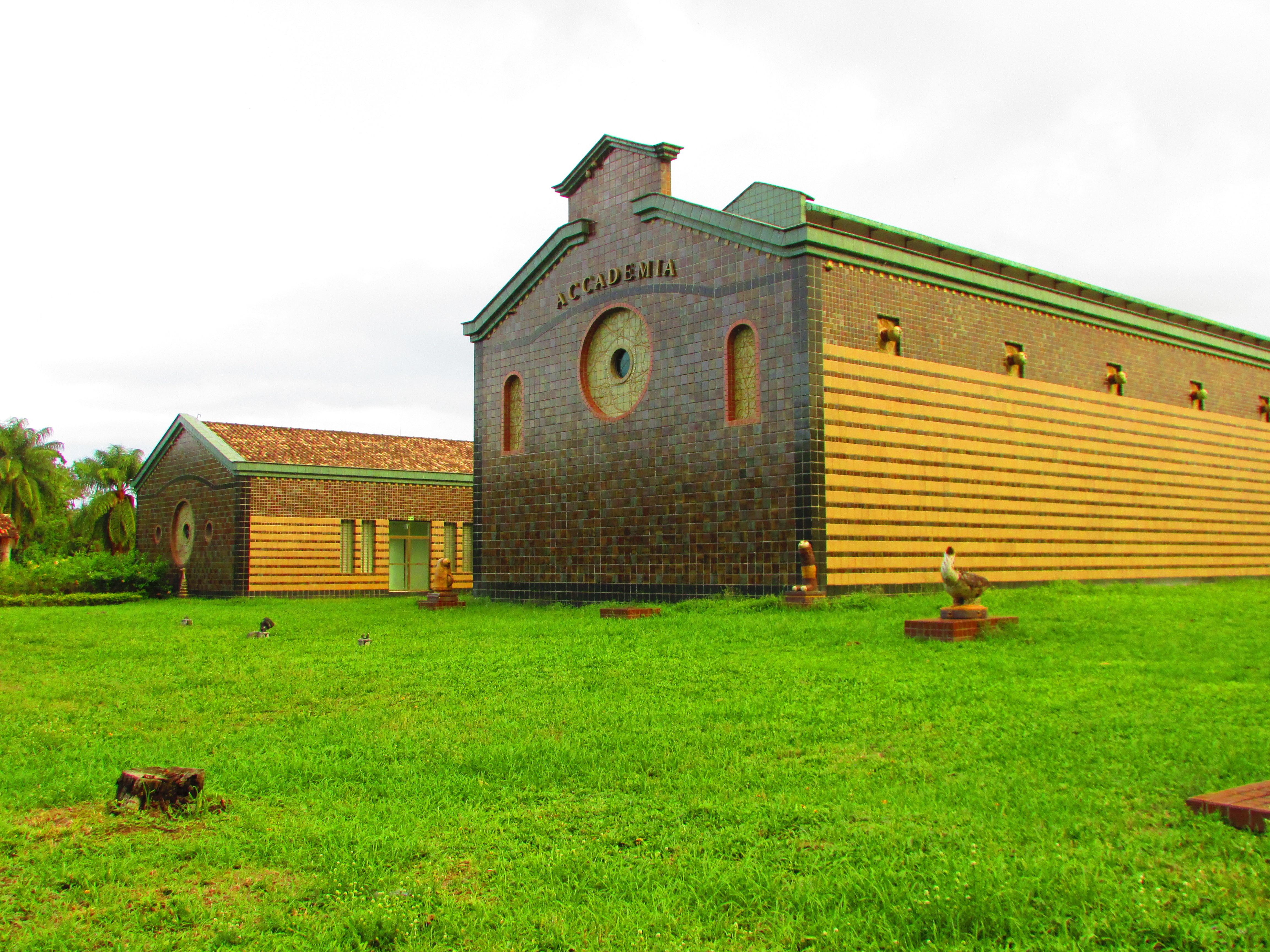
Accademia
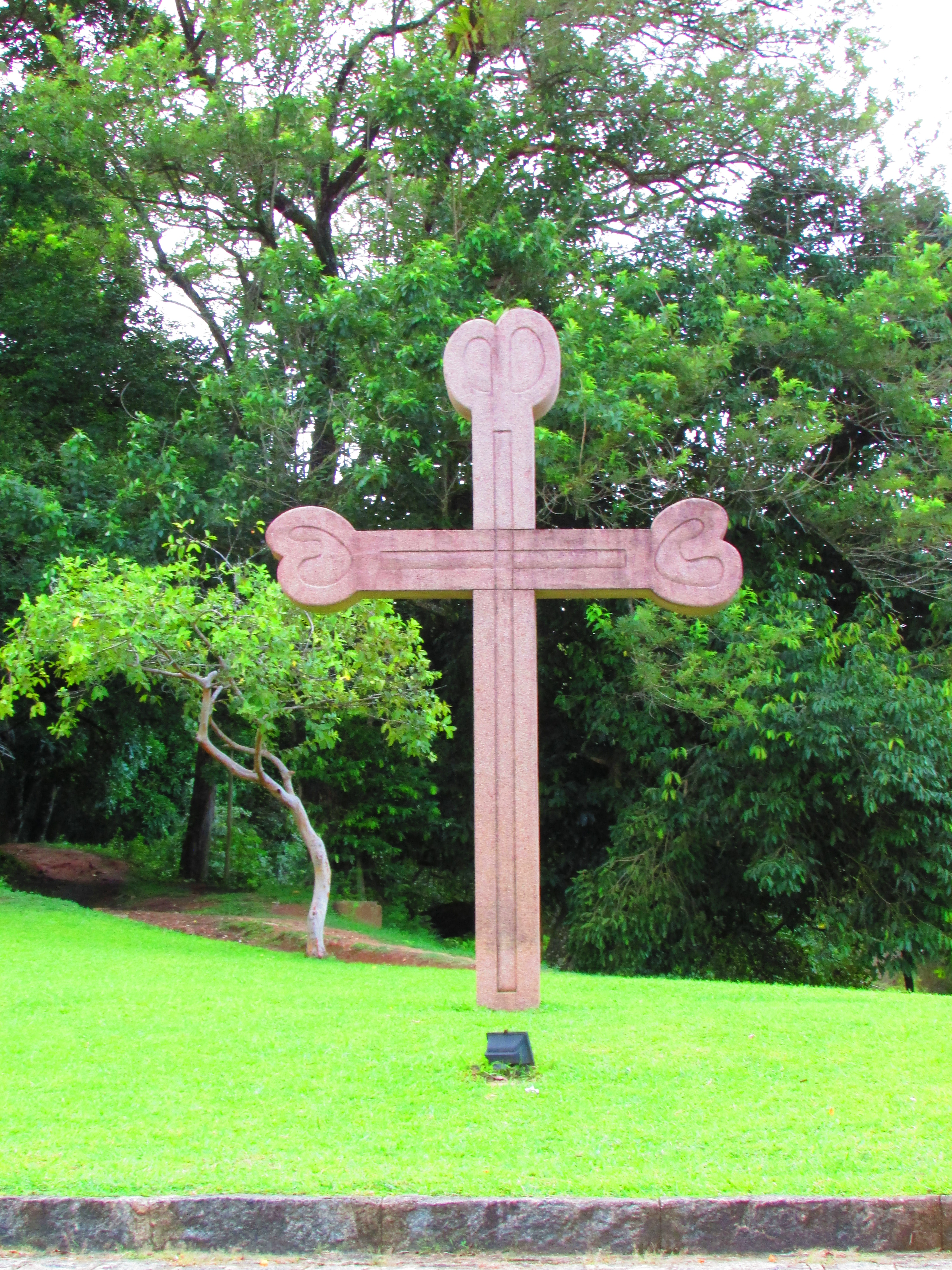
Cruzeiro em frente à capela
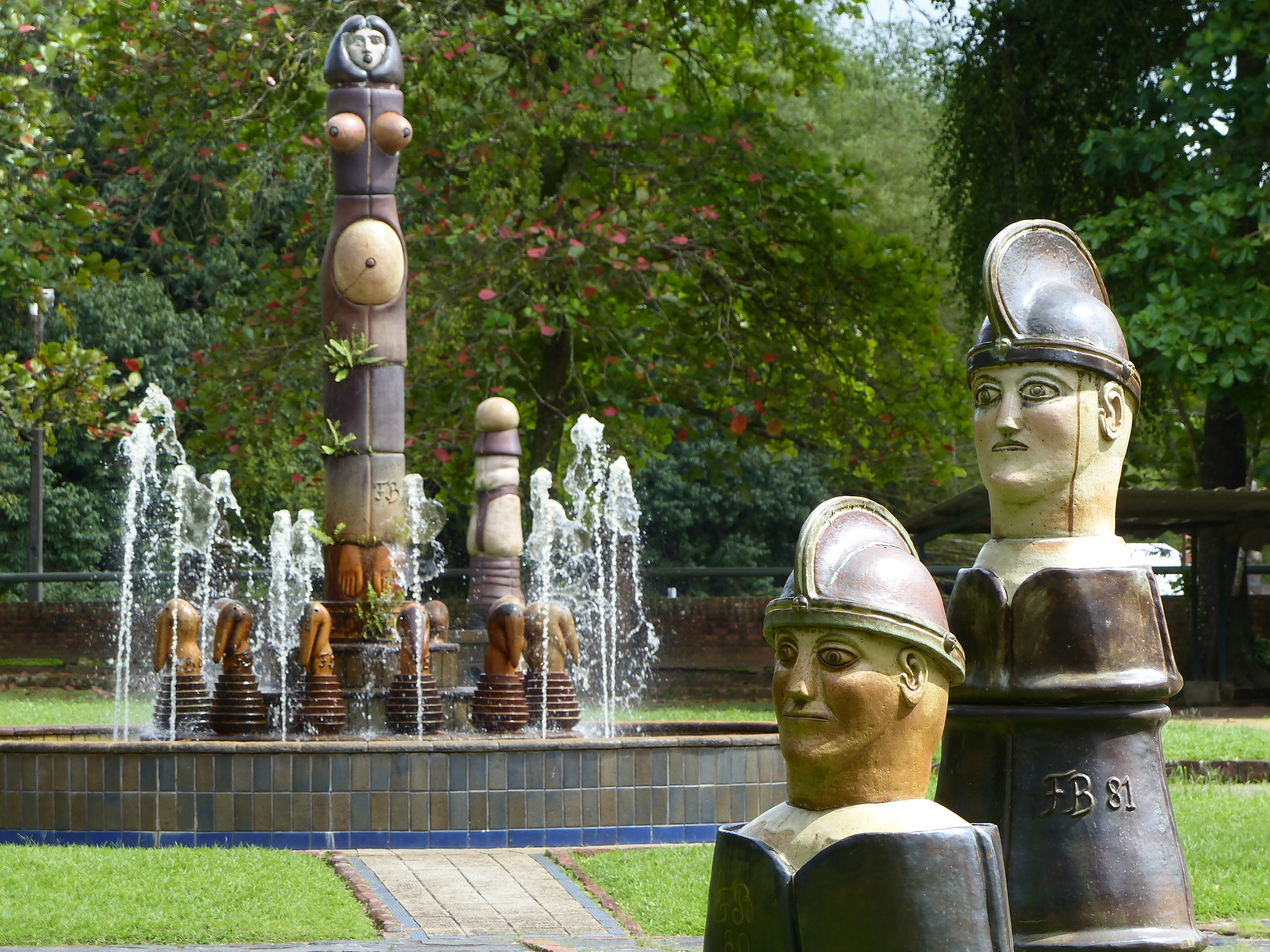
Os Comediantes